# Mień (województwo podlaskie)
Mień – wieś w Polsce położona w województwie podlaskim, w powiecie bielskim, w gminie Brańsk. Leży nad rzeką Mianką.
W latach 1975–1998 miejscowość administracyjnie należała do województwa białostockiego.
Według Powszechnego Spisu Ludności z 1921 roku wieś zamieszkiwały 503 osoby, wśród których 495 było wyznania rzymskokatolickiego, a 8 mojżeszowego. Jednocześnie 495 mieszkańców zadeklarowało polską przynależność narodową, a 8 żydowską. Były tu 73 budynki mieszkalne.
W czasie okupacji żołnierze Wehrmachtu dwukrotnie spalili miejscowość. 13 września 1939 r., po potyczce 10 pułku Ułanów Litewskich z 2 Dywizją Zmechanizowaną, Niemcy spalili wieś oraz zamordowali 9 osób.
Po zakończeniu działań wojennych w 1946 r. Mień odbudowano. Wieś cały czas rozwija się i rozrasta. Najczęściej występującym nazwiskiem jest Bobel.
Wierni kościoła rzymskokatolickiego należą do parafii św. Doroty w Domanowie.